# Giuseppe Sala (editore)
Giuseppe Sala (forse Venezia, 1643 circa – forse Venezia, 1º febbraio 1727) è stato un editore, tipografo di musica e venditore di libri italiano.

## Biografia
Dal 1676 egli fu membro della Corporazione dei Stampatori Veneziani, anno tra l'altro dal quale iniziò a stampare con il supporto finanziario del compositore Natale Monferrato, maestro di cappella di San Marco, il quale pubblicò i suoi Salmi concertati a 2 voci con violini e senza (op. 11). Sala lavorò per quest'ultimo sino alla morte dello stesso, avvenuta nel 1685, quando egli divenne proprietario dell'azienda che era ubicata vicino al Teatro San Giovanni Grisostomo. Nel 1682 anonimamente pubblicò L'armonia sonora delle sonate, un'antologia che includeva 12 sonate per due violini e basso continuo di vari compositori. Durante la sua attività di tipografo mise in stampa numerosi spartiti di salmi, mottetti, cantate e sonate dei maggiori compositori dell'epoca (in tutto 151 pubblicazioni tra il 1676 e il 1716): si ricordano in particolare, oltre al già citato Monferrato, Giovanni Battista Bassani, Giuglio Taglietti, Arcangelo Corelli (pubblicò ben 14 edizioni delle prime cinque opus di Corelli), salmi di Antonio Sartorio, Maurizio Cazzati, Francesco Maria Benedetti, motetti di Giovanni Legrenzi, Francesco Antonio Bonporti, Giovanni Maria Bononcini, Francesco Gasparini, cantate di Antonio Caldara, Giovanni Lorenzo Gregori e Tomaso Albinoni e sonate di Giovanni Battista Vitali, Giovanni Legrenzi, Francisco José de Castro, Arcangelo Corelli, Giuseppe Torelli, Ercole Bernabei, Benedetto Marcello e Antonio Vivaldi.